# Mughalská architektura

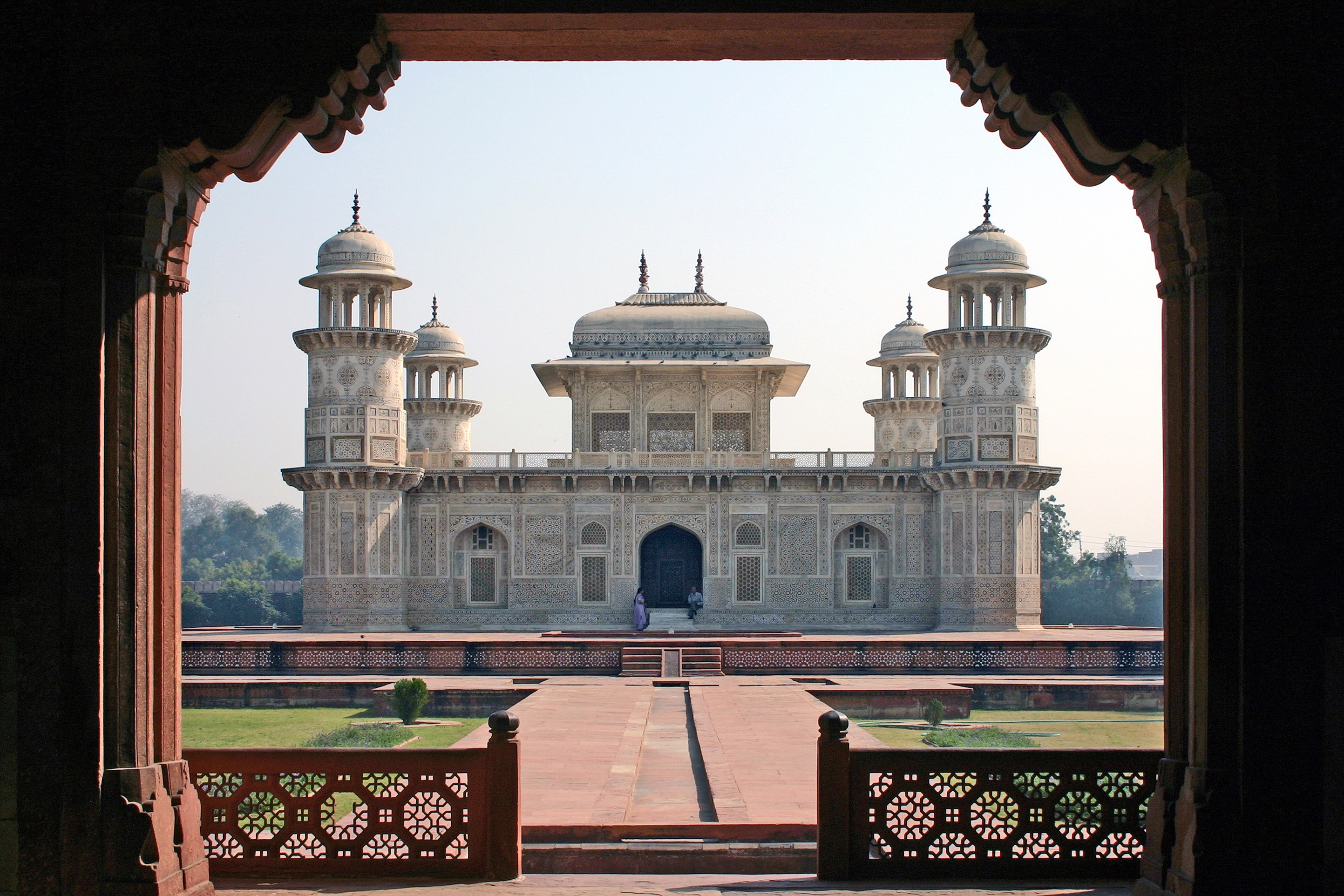
Ágra

Mughalská architektura je zvláštní architektonický styl, který vznikl spojením islámské, perské a indické architektury v Mughalské říši v Indii v 16. a 17. století. Tento architektonický styl doprovází rozvoj mughalského malířství a zahradní architektury, které pomáhají umocnit celkový dojem staveb. Mughalské umění se někdy označuje jako indo-perské umění, aby se zdůraznil vliv perské kultury za tamní dynastie Safíjovců. V širším časovém měřítku je mughalská architektura součástí indo-islámské architektury, která se v Indii vyvíjela od přelomu 12. a 13. století.
Stavby mughalské architektury byly ekonomicky velmi náročné a bylo k nim potřeba přísunu státních peněz. Právě tato nákladnost způsobila, že mughalský styl nikdy nepronikl mimo vládnoucí vrstvu a panovník tak přímo ovlivňoval architektonické dění v říši. V okamžiku oslabení vládnoucí dynastie tento styl nutně musel začít upadat.
Ačkoli se vývoj tohoto stylu odehrál zhruba ve sto padesáti letech, vznikla v něm celá řada originálních staveb, které dodnes patří k turisticky velmi vyhledávaným památkám.

## Základní rysy

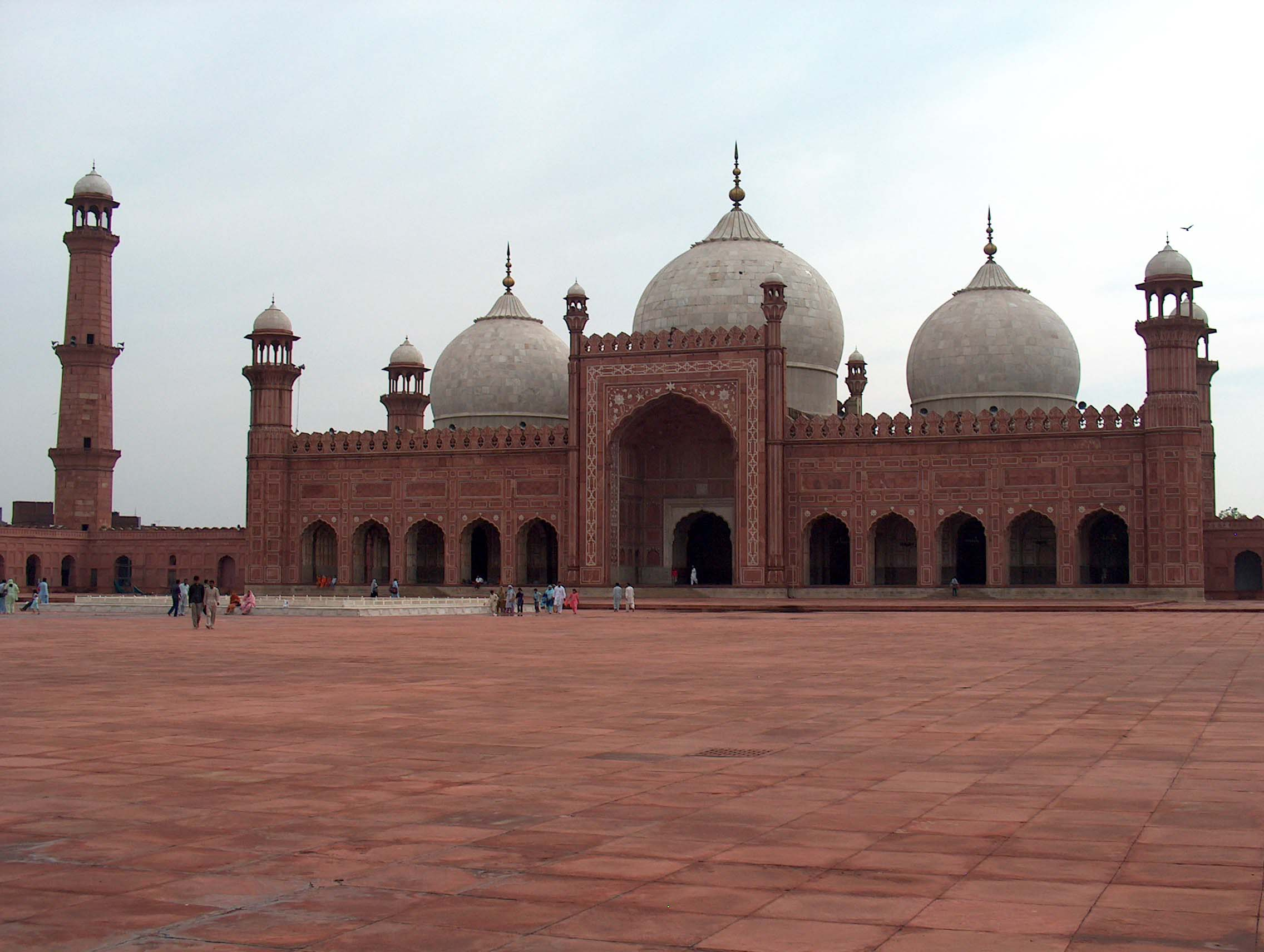
Mešita Badshahi

Mughalská architektura vznikla spojením několika architektur, přičemž jejím ideologickým základem byla islámská architektura. Mešity a ostatní stavby jsou ovšem odlišné od zbytku, protože architektonickým východiskem byly často starší indické stavby poznamenané perskými vlivy. U některých staveb je tento vliv patrný až do té míry, že je lze považovat za architektonické kopie starších indických staveb.
Základem většiny staveb je vysoký čtvercový podstavec, v jehož středu je umístěna vlastní stavba. V rozích podstavce se nejprve nacházely věžičky, které se později změnily na minarety. Samotná stavba je zpravidla symetrická. Střecha je většinou řešena kopulí perského typu a doplněna malými věžičkami. Postupně se prosazovala tendence hledat nová architektonická vyjádření, která vedla ke snaze o dosažení tvarové dokonalosti. V rámci této snahy se do architektury dostala řada prvků typických pro jiné architektury, či prvky zcela originální. Příkladem takovýchto prvků je konklávní střecha, která je typická pro bengálskou architekturu. Větší část originality však není založena na nových konstrukčních či ozdobných prvcích, ale na kombinaci prvků běžně užívaných v okolních architekturách.

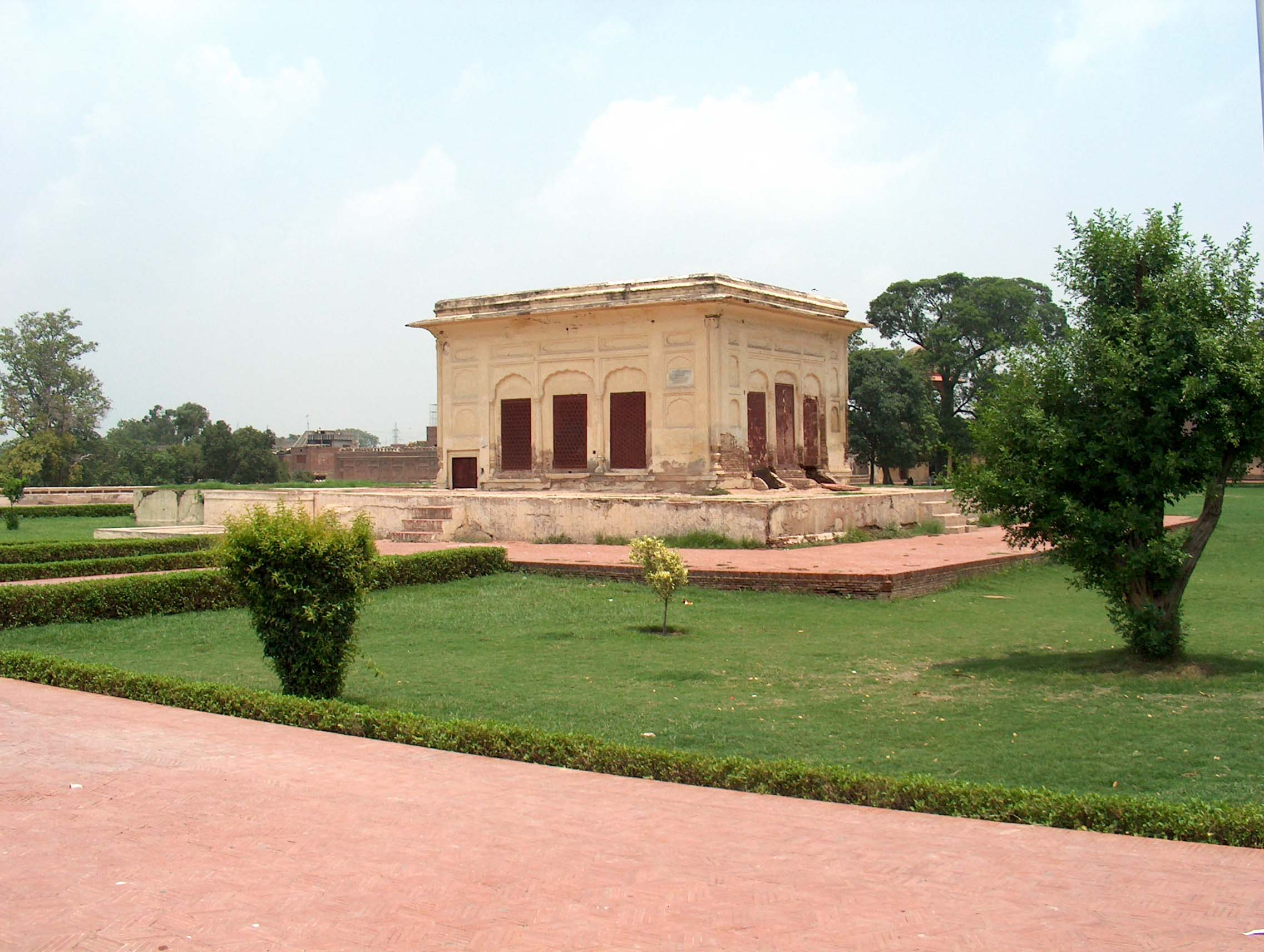
Ukázka zahradní architektury

Důležitým prvkem bylo zasazení stavby do zahrady, která zpravidla mívá řadu doplňkových staveb, přičemž důležitou úlohu v zahradě hrála voda.
Často používaným materiálem byl mramor, nejčastěji bílý, který umožnil stavbám vyniknout. V období úpadku byl pak mramor (obecněji kámen) nahrazen cihlou a štukem. S tímto stylem je spojena i snaha o urbanismus, který se nejlépe projevil při zakládání nových měst. Urbanistické myšlenky stály na tvorbě komplexů, které byly odděleny zahradami v některých případech byl vytvořen systém pravoúhlých ulic.
Vzhledem k ekonomické náročnosti tohoto stylu se v něm stavěly pouze panovníkem organizované a placené stavby. Typickým příkladem jsou paláce a mešity, dále se rozvíjela pohřební architektura, která však měla obdobné rysy jako ostatní architektura. Zajímavostí je, že v tomto období byla postavena řada pevností, které kromě vojenského účelu plnila i estetické cíle.

## Historie
Historie mughalské architektury začíná rokem 1526, kdy Bábur vpadl do Indie a dokázal položit základ mughalské říše. Přestože mughalové odvozovali svůj původ od Čingischána, byli tureckého původu. Tato skutečnost je důležitá, protože jejich umělecké i architektonické kořeny patřily do Íránu a proto do místní kultury nepřinesli čínské ani mongolské umění ani jeho prvky.
V Indii (resp. v Dillí se mughalové setkali s již jasně vyprofilovanou islámskou architekturou, kterou rozvíjeli tak, aby vyhovovala všem obyvatelům jejich říše, což znamenalo otevřít ji i jiným vlivům. Stavební činnost prvního panovníka mughalské říše Bábura byla minimální a nelze ji řadit do mughalské architektury, protože byla zcela pod vlivem tehdejší islámské architektury. Příkladem takovýchto staveb je mešita Panipat či mešita známá pod názvem Báburova mešita.

### Počátky mughalské architektury

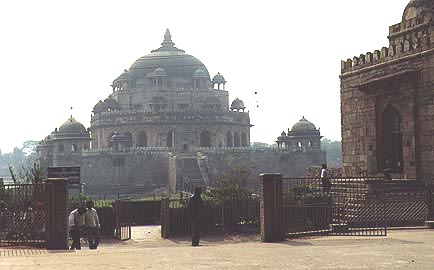
Sasaram

Vláda Báburova syna Humajúna byla doprovázena politickými zmatky, které nakonec vedly k upevnění říše. Během jeho vlády vzniklo minimum staveb, přesto se v roce 1536 na mešitě Kiláekuhna v Dillí projevily prvky nového slohu.
Drtivá většina prvních staveb v tomto stylu však byla postavena mezi lety 1540-45, což je období, kdy Dillí a jeho okolí vládl Šéršáh Súrú. Tento panovník, který nepatřil k mughalům, ale k afghánské dynastii Súrú, dokázal toto území dočasně ovládnout a vytlačit mughalské panovníky z Indie. Stavební činnost reprezentující tento styl je relativně bohatá, za nejvýznamnější příklady lze považovat mešitu Qila i Kuhna postavenou v roce 1541 nedaleko Dillí a její mauzoleum, které dokončil jeho syn Islamšáh Súrů. Mauzoleum Šéršáha v Sasaránu má čtvercový půdorys, na němž je podstavec, který má stěny postavené tak, aby na sebe vzájemně vrhaly stín, což umocňuje efekt stavby. Na tomto podstavci jsou dvě osmistěnná podlaží na nichž je kupole s věžičkami. Jeho umístění uprostřed jezera umocňuje dojem z této stavby, která je silně inspirovaná podobou klasických indických stúp.
Tento styl se projevil i ve vojenské architektuře, kde lze za příklad uvést přestavbu Staré pevnosti v Dillí.

### Akbarův eklektismus

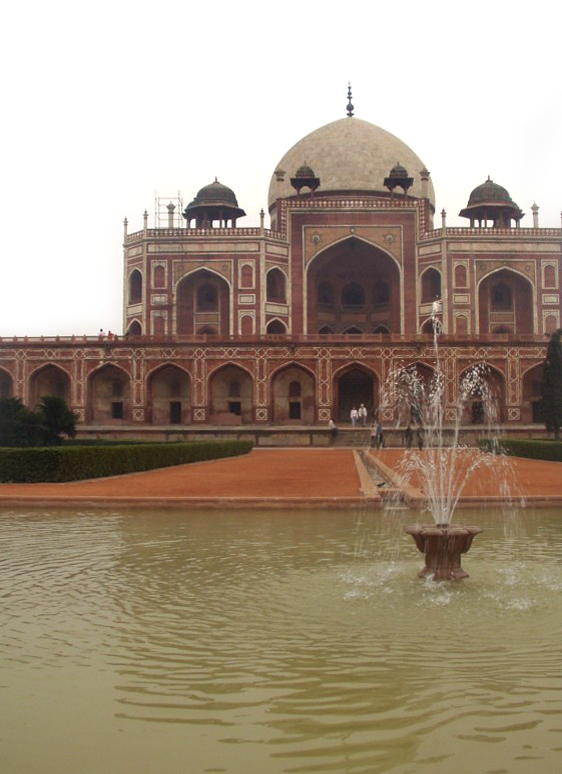
Humájúnova hrobka v Dillí

Brzy po opětovném ovládnutí Indie mughaly zemřel Humájún (1556) a v říši začala téměř padesátiletá vláda jeho syna Akbara († 1605). Toto období bývá označováno jako Akbarův eklektismus, protože Akbar se pokusil spojit indické tradice do jednoho celku. V oblasti architektury a umění lze tuto snahu považovat za úspěšnou, v náboženské oblasti se mu změny prosadit nepodařilo.
V průběhu jeho vlády došlo k obrovské výstavbě nových budov, které umožnily tento sloh rozvinout. Vývoj architektury byl v tomto období velmi dynamický a lze říci, že styl na počátku jeho vlády byl výrazně odlišný od stylu konce jeho vlády.
První stavbou, kterou Akbar nechal postavit byla Humájúnova hrobka v Dillí, která byla definitivně dokončena až v roce 1572. Na tuto hrobku měla rozhodující vliv perská architektura, která byla i podle perského vzoru zasazena do zahrady, v níž je několik vodních kanálů a jejíž celkový plán stojí na spojení zeleně a vody.
Sídelním městem jeho vlády se stala Ágra, kde v tomto období probíhala rozsáhlá stavební činnost, z níž se však zachovala pouze malá část. Z hlediska architektury je patrně nejcennější opevnění u Dillíské brány a Džahángírův palác.

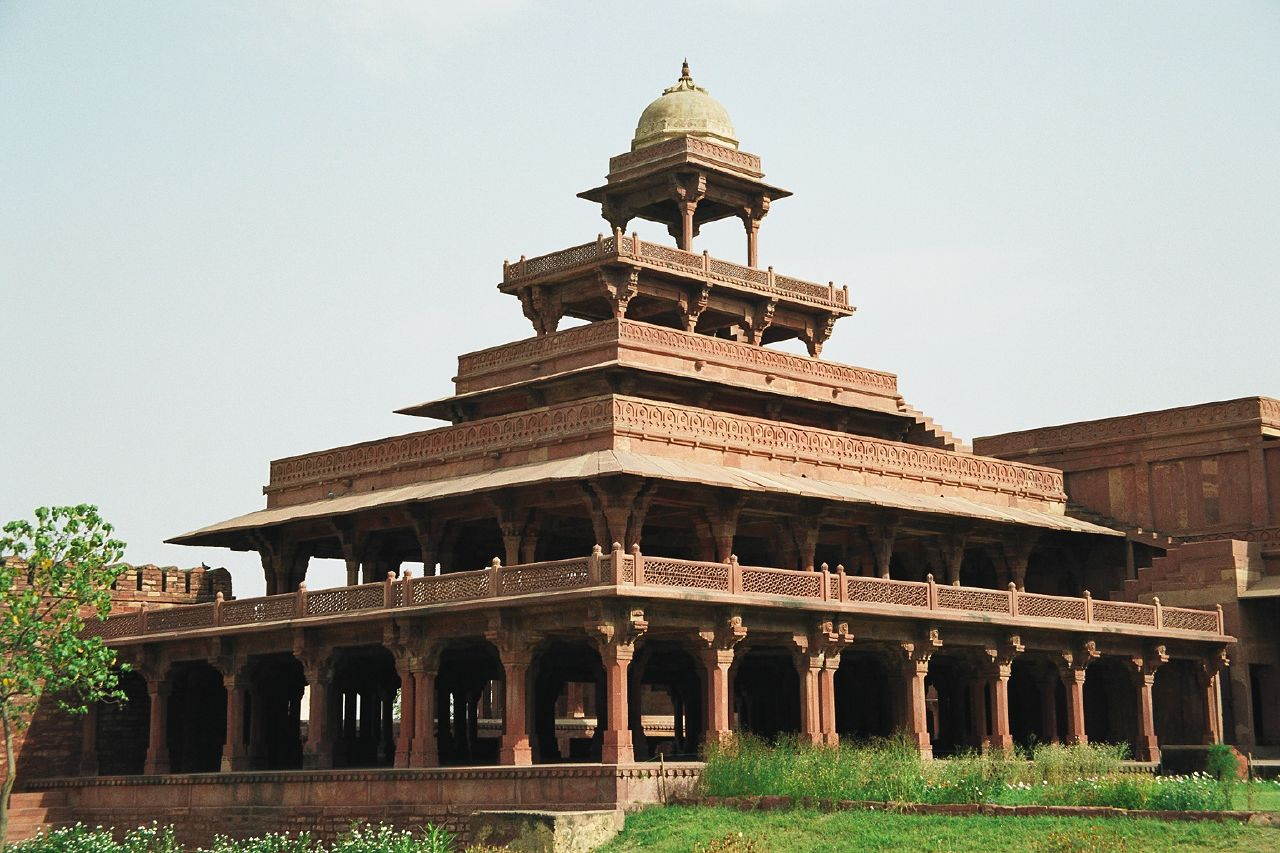
Fatéhpur Síkrí

Roku 1569 začal Akbar budovat nové sídelní město Fatehpur Síkrí, do něhož v roce 1575 přesídlil. Toto město je situováno zhruba čtyřicet kilometrů na západ od Ágry. Díky tomu, že jde o uměle založené město podle celkového plánu, bylo zde možno prostor podřídit architektonické koncepci a nebylo třeba se podřizovat již existujícím stavbám. Město tak tvoří komplexy budov s oddělenými zahradami. Tím byla odbourána potřeba ulic. Přestože město vznikalo plánovitě, tak díky napodobení mnoha indických staveb různých stylů působí značně nesourodě. Mimo kopie starších stylů, je v Fatehpur Síkrí mnoho staveb, které jsou považovány za představitele mughalské architektury. Jako architektonicky nejvýznamnější bývá zpravidla označována Buland darváza tj. Velká brána, Velká mešita a Díváne chás tj. prostor určený pro soukromé slyšení u panovníka. Tyto stavby dokázaly spojit všechny proudy, které tvoří mughalské umění způsobem, který nijak nenarušuje celkovou koncepci díla.
Za poslední významné dílo tohoto vladaře se považuje jeho vlastní hrobka. Ačkoli byla dokončena v roce 1614, tj. devět let po smrti Akbara, předpokládá se, že její podobu i umístění určil právě Akbar. Tato hrobka se nachází nedaleko od Ágry v Sikandře. Tato stavba však patří spíše do klasické indické architektury, ačkoli i zde se prosadily některé prvky z mughalské architektury. Přesto lze tvrdit, že právě tato hrobka položila základ mughalské pohřební architektuře.

### Džahángírova vláda

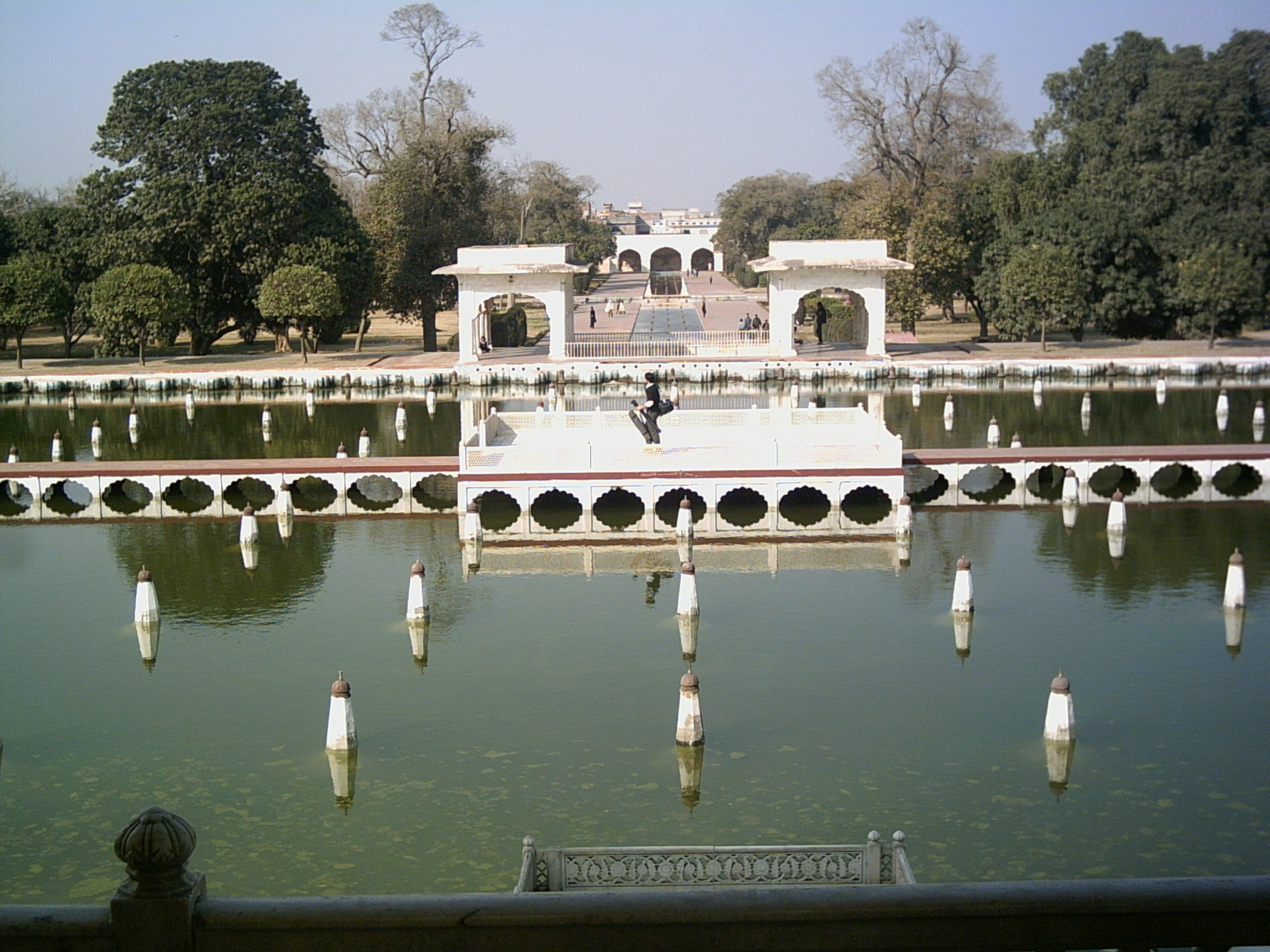
Šalimarova zahrada

Džahángír se ujal vlády po smrti svého otce (1605) a vládl do své smrti v roce 1627. Za jeho vlády se mughalská architektura vyprofilovala jasněji, což se projevilo tím, že architektura výrazně omezila hindské prvky. Tento trend nastoupil již za jeho otce a Džahángír se spíše soustředil na malířské umění, architekturu ponechával spíše přirozenému rozvoji, přesto i on pokračoval v poměrně rozsáhlé stavební činnosti. To vedlo k tomu, že mughalská architektura směřovala blíže k íránské architektuře, která byla pro použití malby výrazně vhodnější.
V tomto období se prosadilo dominantní používání bílého mramoru, který velmi dobře vynikl v kombinaci se zahradní architekturou a vodními příkopy. Architektonicky nejvýznamnějším dílem jeho doby jsou patrně zahrady v Šrínagaru a Velká mešita u Láhaur, která je pokryta smaltovanými taškami. V zahradní architektuře se prosadil plán, který měl za cíl sladit stavbu se zahradou, zároveň se v zahradách objevuje mnoho typů fontán a malých staveb (altánů atp.).
Nejvýraznější a nejvýznamnější stavby tohoto období však nechala postavit jeho žena Núrdžahán po jeho smrti. Ta nechala postavit jeho hrob a hrob svého otce Itimáuddaula. V těchto stavbách byly využity výhody perské architektury, které umožnily nechat vyniknout práci s bílým mramorem. Tyto stavby bývají řazeny i do období vlády Šáhdžahána, do které časově spadají, přesto architektonicky spíše souvisí s dobou Džahángíra.

### Vrchol mughalské architektury - Šáhdžahánova vláda

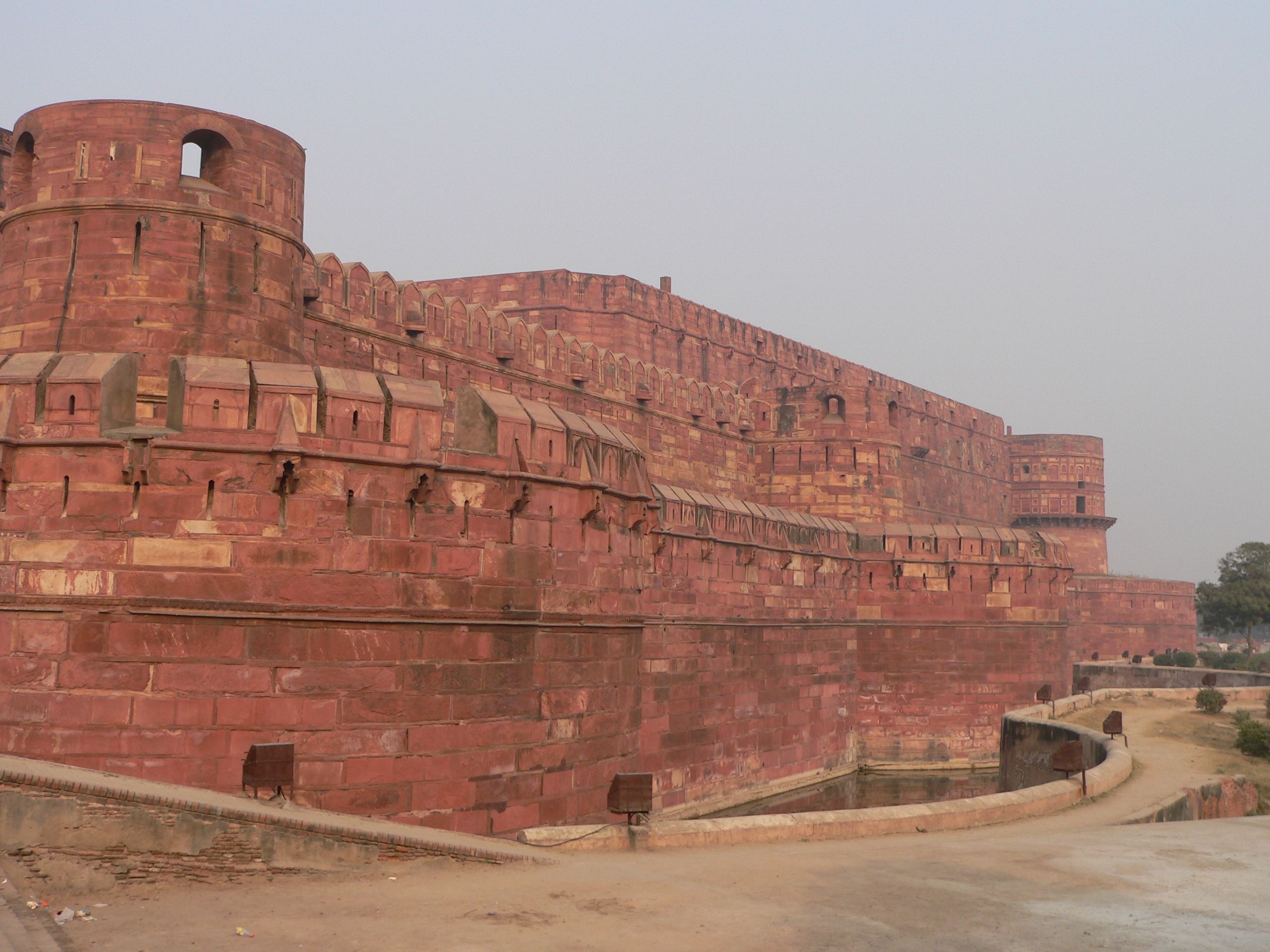
Pevnost v Ágře

Za vrchol mughalské architektury se obecně považuje vláda Šáhdžahána, který vládl v letech 1628-58. Ačkoli se v tomto období objevují tendence, jejichž pomocí byl patrně vyvíjen tlak na návrat k perským tradicím, znamenalo toto období obrovský architektonický rozvoj. Tento rozvoj se projevil jak v práci s detailem, tak v práci s celkem.
Na raných stavbách jeho vlády se projevuje tendence hledat nová tvarová vyjádření, tato snaha vedla ke spojení architektury a výzdoby do té míry, že cílem výzdoby bylo umocnit dojem stavby. Do staveb se dostaly nové prvky jako např. konklávní střecha. Dále se kladl důraz na dokonalé tvary. Tyto trendy se projevily především na výstavě pevnosti v Ágře a Dillí. Především v pevnosti v Ágře byl při stavbě perlové mešity využit prostor tak, aby vynikla lehkost a elegance této stavby.

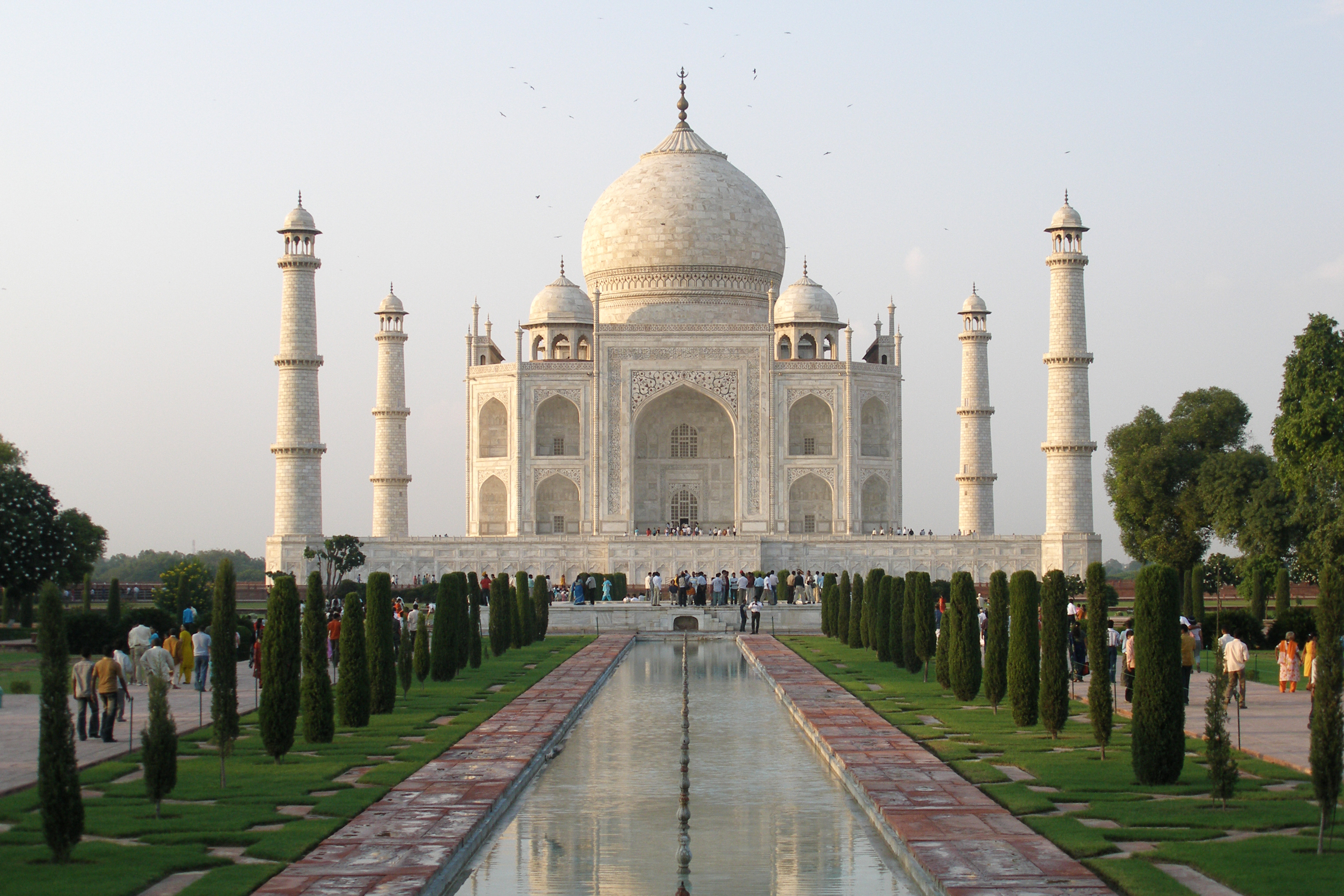
Tádž Mahal

Nejvýznačnější stavbou tohoto období je Tádž Mahal (tj. slza věčnosti), který byl postaven v Ágře jako hrobka jeho manželky Mumtázmahal († 1631). Tádžmahal byl dokončen v roce 1648 a je považován za vrchol mughalské architektury. Vzorem pro tuto stavbu byla Humajúnova hrobka, jejíž základní koncepce byla dále rozvíjena. Hrobka stojí na podstavci v jehož rozích jsou čtyři minarety. Je postavena z bílého mramoru, který je zdoben kaligrafiemi s rostlinnými motivy. Stavba je dále zdobena mnoha polodrahokamy a dalšími cennými materiály. Tím cena stavby narostla natolik, že ohrožovala ekonomickou situaci v říši. Stavba je umístěna v zahradě se třemi vodními kanály. Tádžmahal je zcela symetrický pouze sarkofág je umístěn mimo centrum v kryptové místnosti.
Snaha o využití prostoru a prosazení nových architektonických řešení vedla k založení nového města Šáhdžahánábádu, které bylo vystavěno nedaleko Dillí v letech 1638-48. Toto město bylo stavěno podle celkového plánu a je založeno na systému pravoúhlých širokých ulic. I v tomto městě se projevila tendence zakládat komplexy umístěné do zahrad. Architektonicky nejvýraznější stavbou tohoto města je Dillíská mešita.
Mimo tyto stavby se podílel na dostavbě pevnosti v Lahore, nechal postavit mešitu v Thattě, kterou pojmenoval po sobě - Šáhdžahánova mešita.

### Úpadek mughalské architektury
Po smrti Šáhdžahána vládl v letech 1658-1707 Aurangzéb, který se angažoval především v náboženské oblasti a byl poměrně radikální Sunnita. Oblast umělecká se postupně začala zanedbávat a časem došlo k nahrazování dražších materiálů levnějšími a architektura začala sklouzávat k opakování. Kvalita řemeslného zpracování výrazně poklesla. Aurangzbég se podílel na dostavbě Lahorské pevnosti. Mimo to nechal postavit několik mešit. Hrob jeho manželky z roku 1689 je prakticky kopií Tádž Mahálu, jeho provedení však bylo ve výrazně nižší kvalitě.